# Ooctonus centaurus
Ooctonus centaurus är en stekelart som beskrevs av Girault 1920. Ooctonus centaurus ingår i släktet Ooctonus och familjen dvärgsteklar. Inga underarter finns listade i Catalogue of Life.